# Orduspor

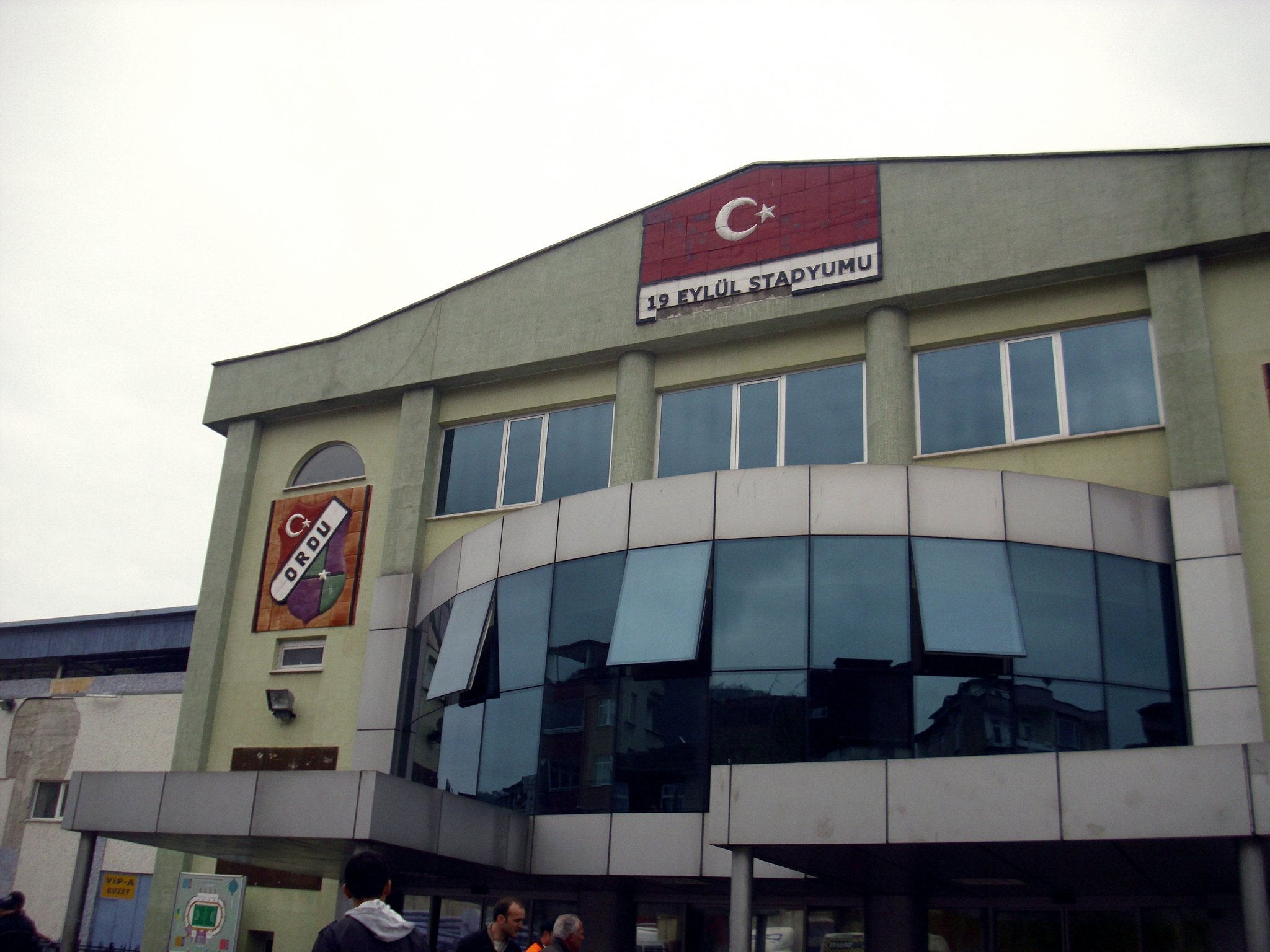
19 Eylül Stadyumu

Orduspor je turecký fotbalový klub z tureckého města Ordu, který působí v turecké druhé lize PTT 1. Lig, kam po sezóně 2012/13 sestoupil ze Süper Lig. Klub byl založen v roce 1967 a svoje domácí utkání hraje na stadionu 19 Eylül Stadyumu s kapacitou 11 024 diváků. Klubové barvy jsou bílá a fialová.

## Výsledky v evropských pohárech
| Soutěž     | Sezóna  | Kolo    | Soupeř           | Doma | Venku | Celkem |
| ---------- | ------- | ------- | ---------------- | ---- | ----- | ------ |
| Pohár UEFA | 1979/80 | 1. kolo | FC Baník Ostrava | 2:0  | 0:6   | 2:6    |